# Pouteria lucuma
 (octobre 2021).
Si vous disposez d'ouvrages ou d'articles de référence ou si vous connaissez des sites web de qualité traitant du thème abordé ici, merci de compléter l'article en donnant les références utiles à sa vérifiabilité et en les liant à la section « Notes et références ».
Espèce
Classification APG III (2009)
Pouteria lucuma est une espèce de plantes à fleurs de la famille des Sapotaceae. C'est un arbre indigène du Pérou, qui donne un fruit connu sous le nom de lucuma dans les Andes. La lucuma (le fruit) est apprécié dans les desserts, particulièrement sous forme de glace ou de gâteau.

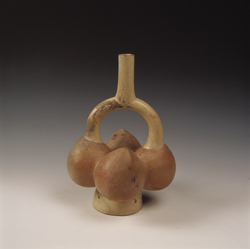
Bouteille en forme de lucuma, céramique sculptée en ronde-bosse, vers 200 (Musée Larco de Lima).

## Gastronomie

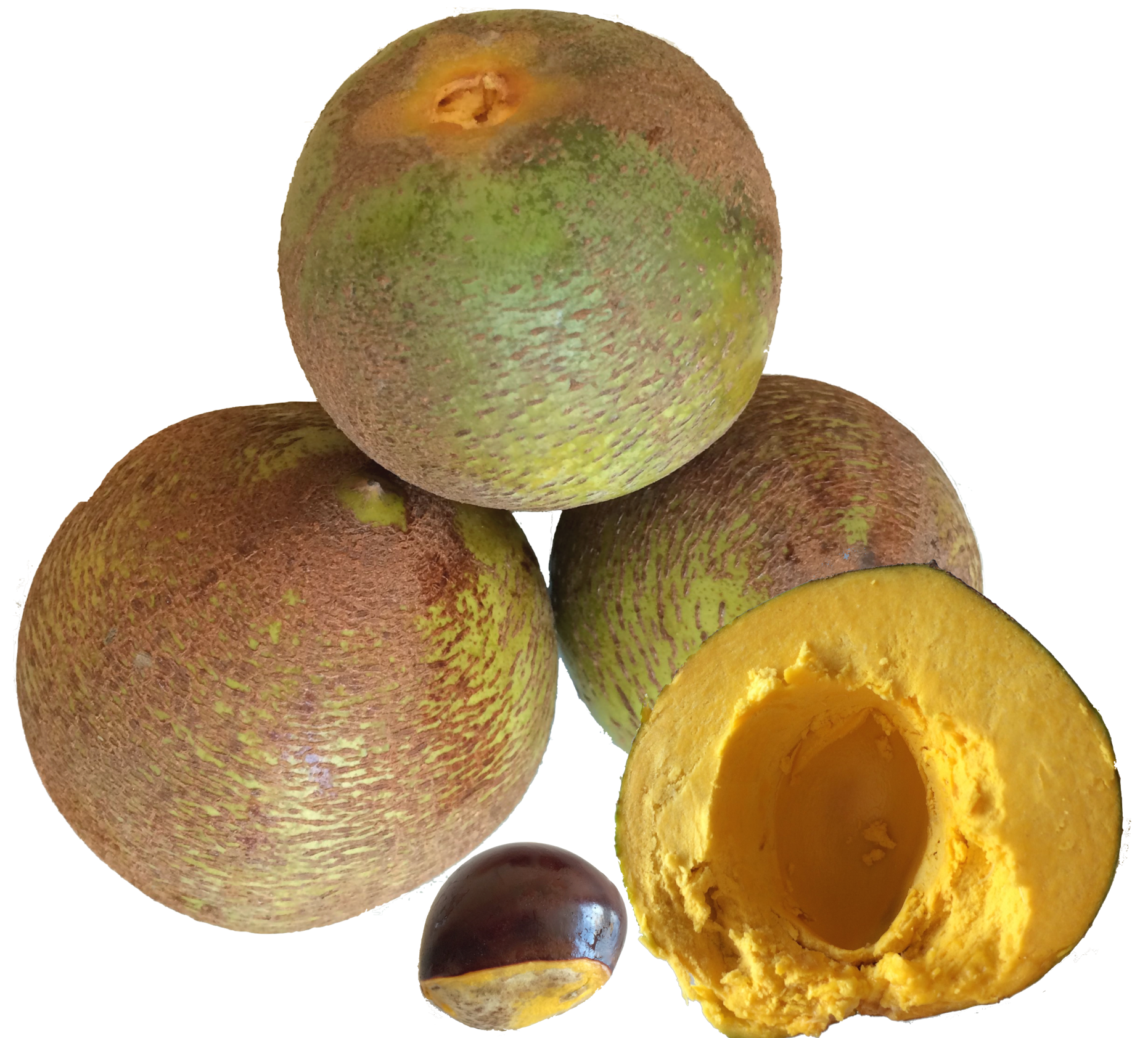
Plusieurs lucumas.

La lucuma a une valeur nutritive élevée. C'est une bonne source d'hydrates de carbone, de vitamines (niacine, bêta-carotène), de sels minéraux (fer) et de fibres alimentaires. Sa part dans les exportations péruviennes est en augmentation. Mûr de janvier à juin, elle est aussi vendue sous forme de pulpe, de poudre ou de tranches séchées. Son parfum et sa texture uniforme lui permettent d'entrer dans la composition de desserts, gâteaux, crèmes, salades, yaourts, sucreries, jus et nectars, avec des produits laitiers, etc.
Sa pulpe est peu sucrée, peu acide, son arôme très doux se rapproche de celui du sirop d'érable. C'est le parfum préféré des glaces au Pérou.

## Origine
Régions péruviennes d'Ayacucho, d'Arequipa, de Cajamarca, d'Huancavelica, de La Libertad et de Lima.